# ويليام هويل (لاعب كريكت)
ويليام هويل (12 يناير 1902 في أستراليا - 23 يناير 1987) (بالإنجليزية: William Howell)‏ هو لاعب كريكت أسترالي.

## وصلات خارجية
- ويليام هويل على موقع إي آس بي آن كريك إنفو (الإنجليزية)